# 밀키 웨이 (1936년 영화)
밀키 웨이(The Milky Way)는 미국에서 제작된 레오 맥커리 감독의 1936년 코미디 영화이다. 해럴드 로이드 등이 주연으로 출연하였다.

## 출연

### 주연
- 해럴드 로이드
- 아돌프 멘주
- 버리 티즈데일